# Glyphaclastus uvulus
Glyphaclastus uvulus är en stekelart som beskrevs av Ian D. Gauld 1984. Glyphaclastus uvulus ingår i släktet Glyphaclastus och familjen brokparasitsteklar. Inga underarter finns listade i Catalogue of Life.